# Ramat ha-Tišbi
Ramat ha-Tišbi (hebrejsky: רמת התשבי, někdy jen ha-Tišbi) je čtvrť v severní části Haify v Izraeli. Nachází se v administrativní oblasti ha-Karmel, v pohoří Karmel.

## Geografie
Leží v nadmořské výšce cca 200 metrů, cca 2 kilometry západně od centra dolního města. Na východě s ní sousedí čtvrť Karmel Cafoni, za jejíž součást bývá považována, na severu Karmel Carfati a na jihu Karmel Ma'aravi. Na západě leží Kirjat Šprincak. Zaujímá západní okraj vrcholové partie nevelké sídelní terasy, kterou na severu i jihu ohraničují zalesněná údolí, patřící do povodí vádí Nachal Lotem. Na východě terén plynule přechází do čtvrti Karmel Cafoni. Populace je židovská.

## Dějiny
Zástavba tu vznikala od počátku 70. let 20. století v návaznosti na okolní starší výstavbu z dob britského mandátu. Plocha této městské části dosahuje 0,75 kilometru čtverečního. V roce 2008 tu žilo 3 900 lidí (z toho 3 470 Židů a 150 arabských křesťanů).